# Mari Aert Frederic Henri Hoffmann
Mari Aert Frederic Henri Hoffmann (Rotterdam, 5 april 1795 - 's-Gravenhage, 3 februari 1874) was een ijzerhandelaar uit Rotterdam en conservatief politicus op provinciaal en nationaal niveau. Zijn naam wordt soms ook wel 'Hoffman' of 'Hofman' gespeld.
Mari Aert Frederic Henri Hoffmann was een telg uit een Rotterdamse koopmanfamilie, en een zoon van ijzerhandelaar Johan Frederik Hoffmann en Catharina Frederica Cornelia van Hangest d'Yvoy. Ten tijde van Napoleon Bonaparte was hij lid van de Garde d'Honneur en vrijwillig jager te paard. Hij was opgeleid voor de handel, en werd firmant bij de ijzerhandel van zijn vader, Johan Frederic Hoffmann en Zoonen in Rotterdam vanaf 1825 (tot 1853). Hij trouwde in 1821 met Cornelia Adriana Groen van Prinsterer, dochter van Petrus Jacobus Groen van Prinsterer en zus van de later bekende staatsman Willem Groen van Prinsterer, met wie hij een dochter kreeg. Deze zou trouwen met de antirevolutionaire politicus Otto van Wassenaer van Catwijck.
In 1839 werd Hoffmann politiek actief, en werd hij gekozen in de Provinciale Staten - eerst van Holland en na de splitsing in 1840 van Zuid-Holland. In 1844 verruilde hij de provinciale voor de landelijke politiek, en werd hij lid van de Tweede Kamer der Staten-Generaal, waarvan hij tot 1873 lid zou blijven, met enkele korte onderbrekingen. Tussen februari 1849 en augustus 1850 was hij echter voor Zuid-Holland lid van de Eerste Kamer der Staten-Generaal, en bevond hij zich dus aan den overkant van het Haagse Binnenhof.
In het parlement behoorde Hoffmann tot de conservatiefste leden, zowel voor als na 1848, en hij voelde zich verwant aan de antirevolutionaire stroming van zijn zwager Willem Groen van Prinsterer. Hij stemde in 1848 tegen de grondwetsherziening, en stemde in de Eerste Kamer tegen enkele belangrijke wetten van Johan Rudolph Thorbecke, zoals de ontwerp-Kieswet en de ontwerp-Provinciale Wet. In 1850 was hij zelfs de enige samen met Herman Johan Engelkens die tegen de liberale scheepvaartswetten van Pieter Philip van Bosse. Alleen in 1852 werd Hoffmann bij de Kamerverkiezingen verslagen (door de liberaal Willem Theodore Gevers Deynoot), waarna hij in 1853 alsnog bij naverkiezingen werd gekozen. Tussen 1869 en 1873 was hij het oudste Kamerlid, en mocht hij dan ook de eerste vergadering na opening van een nieuwe zittingsperiode leiden. In 1873 nam hij uiteindelijk vanwege zijn hoge leeftijd van 77 jaar ontslag.
In Den Haag woonde hij op een hoekhuis van de Vijverberg en Kneuterdijk, en had hij een buitenhuis in Voorburg. Daar behoorde hij tot de rijke Waals hervormde elite.